# Fries

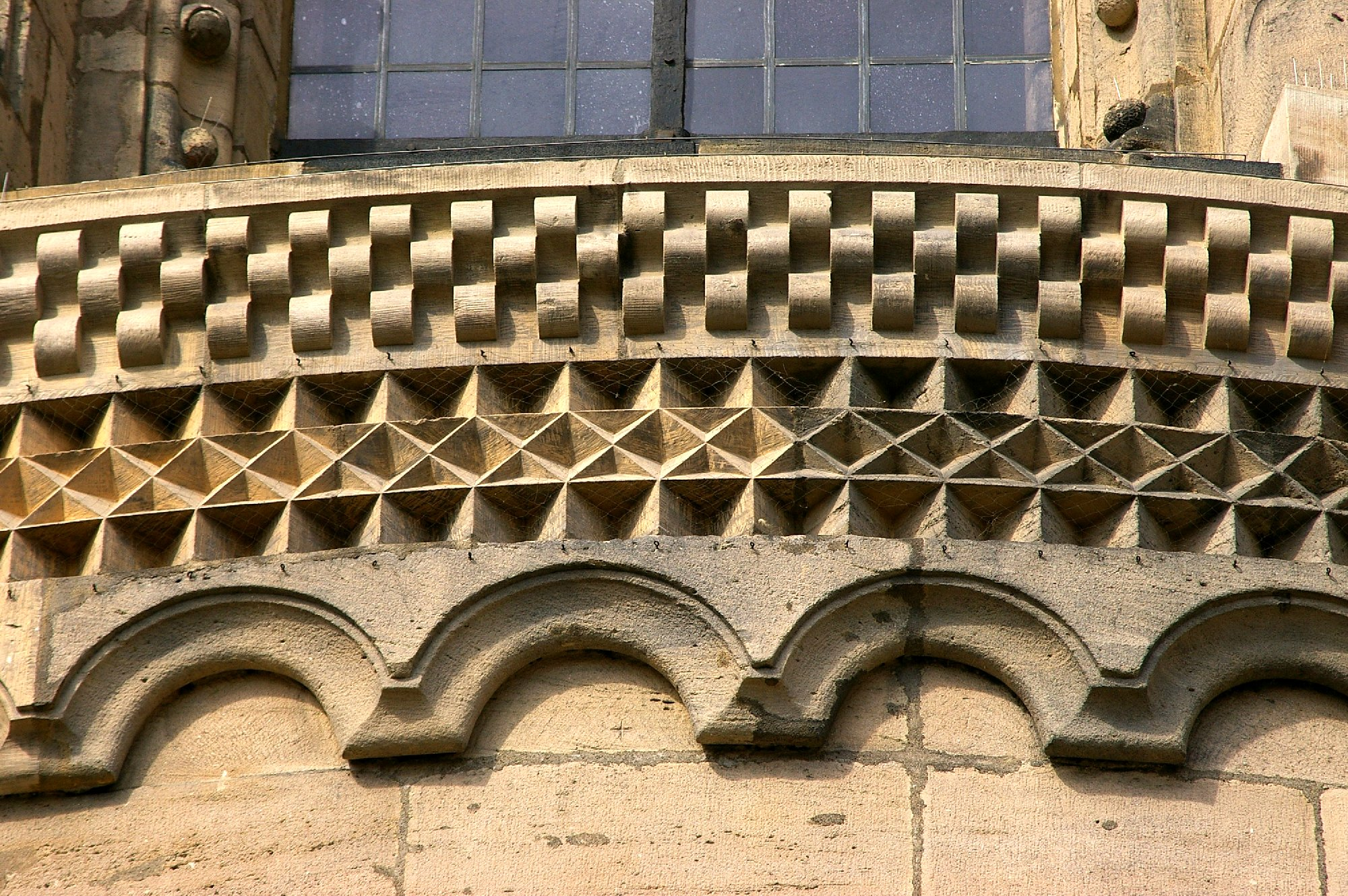
Romanik: Rollen-, Zahn-, Rauten- und Rundbogenfries am Bamberger Dom

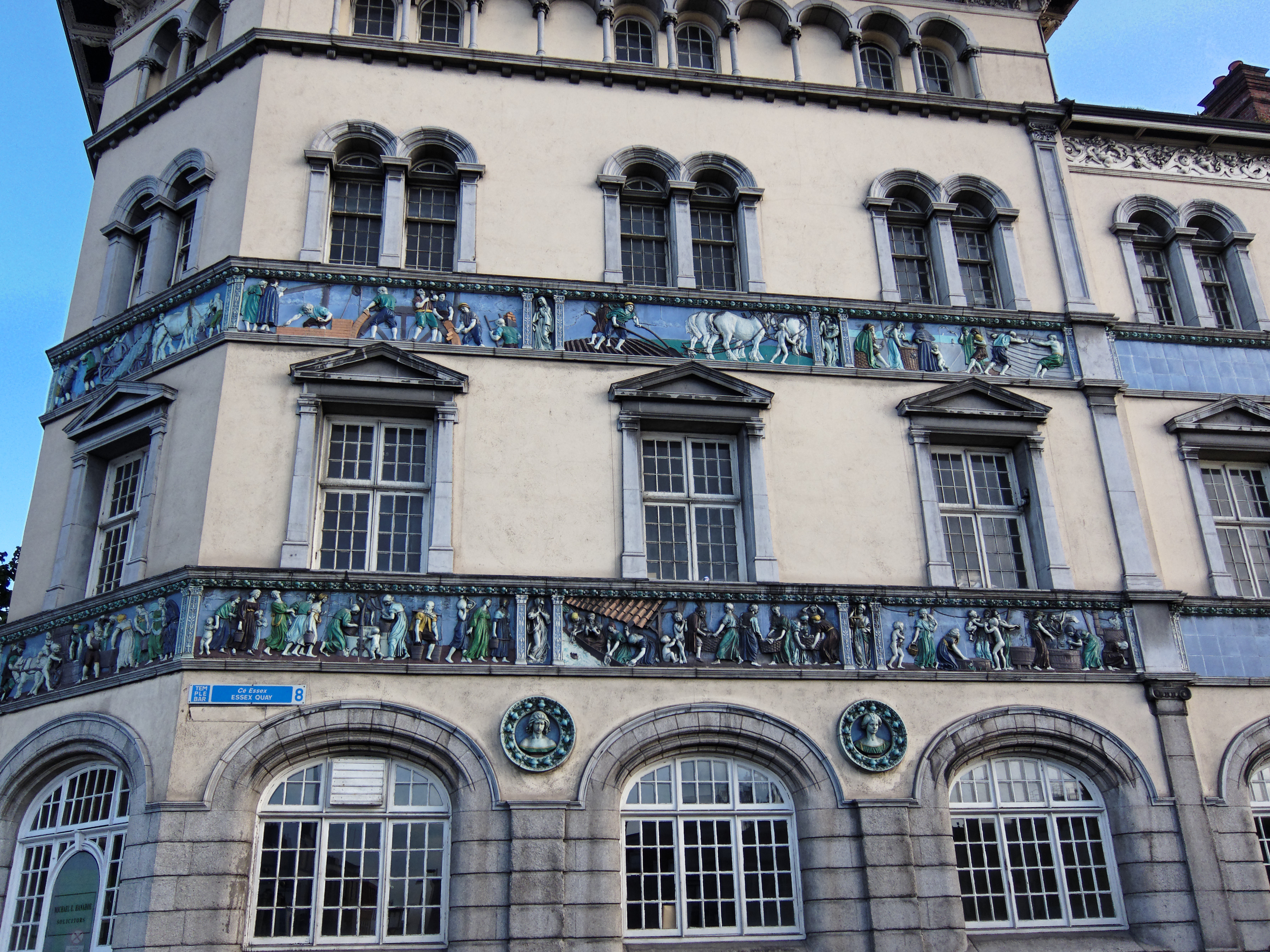
Bilderfriese aus glasierter Keramik an den Sunlight Chambers in Dublin, 1902

Der Fries ist ein lineares, meist waagerechtes Stilelement in der Architektur. Es ist ein schmaler Streifen, der einer Umgrenzung, Abgrenzung, Gliederung und Dekoration von Teilen eines Bauwerks dient. Der Fries kann glatt sein oder plastisch hervortreten, gemalt oder aus einzelnen Bauteilen zusammengesetzt sein. Manche bestehen aus mehreren schmalen Friesbändern beziehungsweise ihren Ornamenten.
Friese dienen der Gliederung einer Fassade und ähneln insofern den Gesimsen. Der Unterschied zu den leistenartigen Gesimsen liegt in der Wiederholung eines Musters, dem Rapport – einer Schmuckform in einem gleich bleibenden Rhythmus. Gesimse sind mitunter von Friesen begleitet oder mit ihnen kombiniert.
In der griechischen Architektur der Antike ist der Fries vorrangig ein konkretes Bauglied. Aber auch als Relief wurden Friese bereits in der Antike verwendet – in der Architektur, in der Plastik, beispielsweise an Sarkophagen, und in der Toreutik. Als rein zweidimensionales Ornament wurden sie ferner in der antiken Malerei und Vasenmalerei sowie bei Mosaiken eingesetzt.

## Älteste Friese
An den sardischen Gigantengräbern der Bronzezeit mit Quaderfassade liegt häufig in der Nähe des Eingangs ein seltsamer, sorgfältig behauener Steinblock, der als „Zahnfries“ oder „Zahnstele“ bezeichnet wird (Biristeddi, Madau). Da die Zähne drei Zwischenräume aussparen, legt ein Vergleich mit den drei Löchern auf den nuraghischen Domus de Janas die Vermutung nahe, dass es nicht auf die Zähne, sondern auf die Zwischenräume ankommt. Das Puzzle um die Rekonstruktion der Quaderfassade ist ungelöst, da keiner der Zahnfriese in seiner ursprünglichen Lage gefunden wurde.

## Der Fries in der antiken Architektur

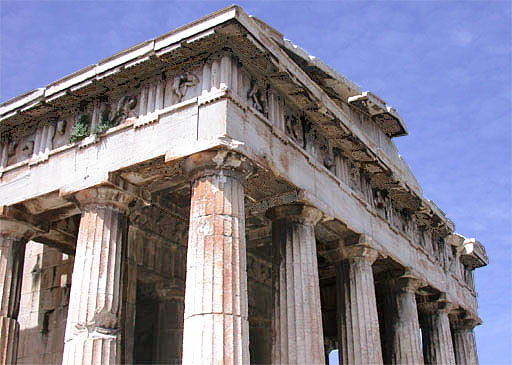
Steingebälk am Tempel des Hephaistos, von oben nach unten: Geison, Fries mit Triglyphen, Architrav

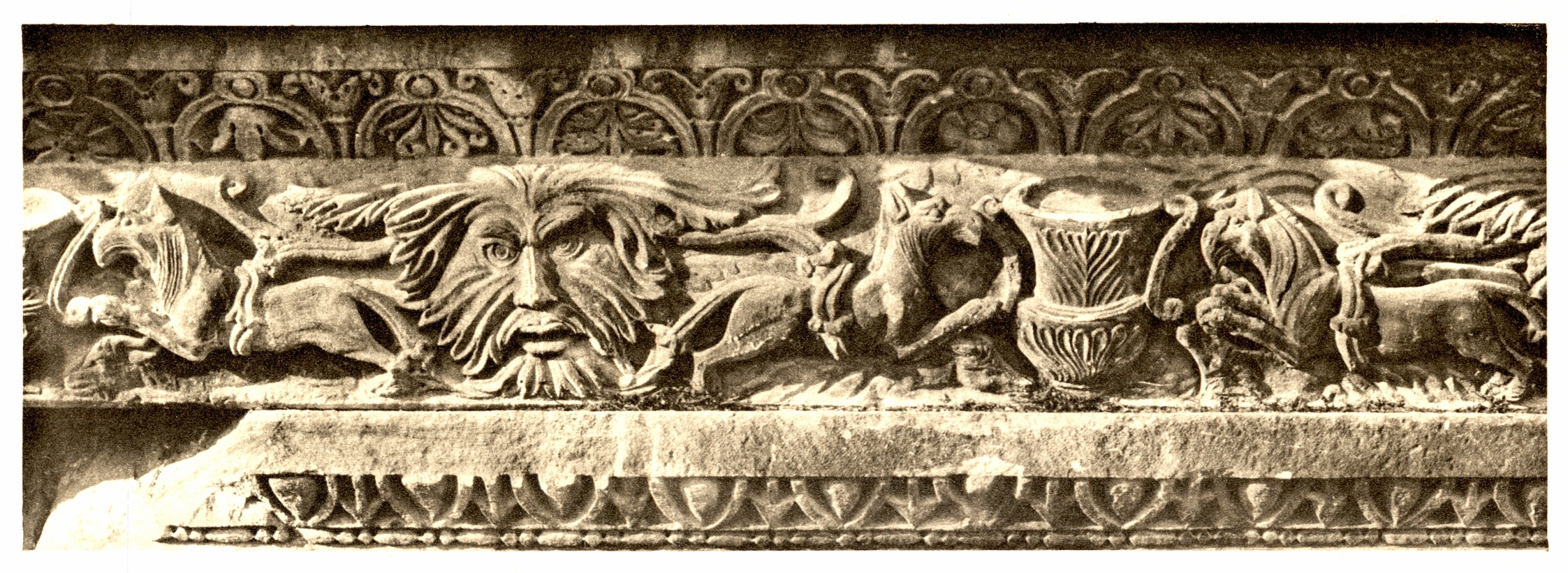
Römischer Gebälkfries am Jupitertempel, Split, um 300 n. Chr.

Im Zusammenhang mit der griechischen Architektur der Antike und ihren Säulenordnungen wird unter einem Fries insbesondere der auf dem Architrav (Epistyl) und unter dem Geison liegende Teil eines Gebälks verstanden. Der Fries der dorischen Ordnung besteht aus einer wechselnden Folge von Metope und Triglyphe, er wird daher auch als Triglyphenfries bezeichnet. Hier ist er zunächst konstruktiv bestimmt. In der ionischen Ordnung hingegen besteht der Fries aus einer glatten oder einer mit einem Reliefband versehenen Quaderlage. In der gleichen Ausprägung begegnet der Fries auch in der römischen Architektur.
Als Relief gestaltete Friese sind als Bauplastik nicht auf das Gebälk beschränkt. Sie können sich am Architrav oder an den Cellawänden befinden, aber auch ganze Wandbereiche bedecken, wie am Pergamonaltar.

## Nachantike Friesformen
Im Mittelalter entstanden neue Friesformen mit überwiegend abstrakten und räumlichen Ornamenten. Das waren beispielsweise der Rautenfries, der Diamantfries, der Würfelfries oder auch Schachbrettfries. In der Romanik ist der Bogenfries besonders häufig zu finden, wobei der Kreuzbogenfries auch in der islamischen Baukunst verwendet wird. Die Gotik brachte Maßwerkfriese mit Laubmotiven und Blattmotiven hervor. Daneben gab es auch den Spitzbogenfries, der Lilienfries genannt wird, wenn die Konsolen der Spitzbögen eine lilienförmige Endung haben.
In der Renaissance wurden antike Friese wieder aufgegriffen und variiert. Dies gilt auch für die nachfolgenden Stilepochen des Barock und den Klassizismus. Im Historismus des 19. Jahrhunderts wurden die Friese aller vorhergehenden Epochen verwendet, was dazu führt, dass sich im deutschsprachigen Raum vielfältige Friesformen an den Fassaden gründerzeitlicher Gebäude finden. Im 20. Jahrhundert finden sich Friese im Jugendstil, erst in der Modernen Architektur verloren sie an Bedeutung.

## Gliederung der Friese nach vorherrschendem Ornament
Friese werden nach dem dominierenden Ornament benannt. Unterschieden wird auch zwischen dem floralen oder abstrakten Ornamentfries und dem Figurenfries. Hingegen steht der Begriff Bilderfries insbesondere für Bauplastiken der (griechischen) Architektur der Antike. Bedeutende und häufige Friesformen werden in kunsthistorischer Fachliteratur in Form von Bildtafeln präsentiert, wobei die Terminologie nicht immer völlig übereinstimmt.
| Bezeichnung                                                                                      | Beschreibung | seit                           | Grafik | Foto |
| ------------------------------------------------------------------------------------------------ | --- | ------------------------------ | ------ | ---- |
| Akanthusfries                                                                                    | Bestehend aus aneinandergereihten Akanthus-Ornamenten. | Antike                         |        |      |
| Astragal, auch Perlstab oder Perlschnur                                                          | Bestehend aus aneinandergereihten flachen und querovalen Perlen. | Antike                         |        |      |
| Anthemion, auch Anthemienfries                                                                   | Er ist aus Palmetten und Lotusblüten zusammengesetzt. | Antike                         |        |      |
| Blattwerkfries, auch Laubfries oder Blattfries                                                   | | Gotik                          |        |      |
| Bukranienfries, auch Aaskopf                                                                     | Bukranion bezeichnet die Nachbildung eines Rinderschädels als Schmuckmotiv. | Antike                         |        |      |
| Deutsches Band, auch Zahnfries, Sägefries oder Sägezahnfries genannt                             | Aus einer in Reihe gemauerten übereckstehenden Steinen gebildet. Die Bezeichnung „Deutsches Band“ wurde im Zuge der Erforschung der deutschen Backsteingotik geprägt, die eine Reihe von gemauerten Ornamenten aufgriff, die zunächst nur mit dem genormten Backstein leicht herzustellen waren. Doch taucht dieser Fries schon Jahrhunderte früher in karolingischer Zeit beispielsweise in Frankreich auch im Hausteinbau auf. Das Ornament entstammt daher ursprünglich der Vorromanik. Es dient meist der optischen Geschossgliederung und als Wandzier unterhalb von Traufgesimsen. | Vorromanik, Romanik            |        |      |
| Diamantfries, auch Diamantierung                                                                 | siehe auch: Diamantstab | Romanik                        |        |      |
| Flechtband, auch Entrelac                                                                        | Ornamente aus verschlungenen Bändern sind bereits im 3. Jahrtausend v. Chr. in der sumerischen Kunst belegt, weitere sind in griechischen Gefäßdekorationen zu finden. | nicht mehr rein antik, Romanik |        |      |
| Hundszahn                                                                                        | Eine Reihe von vierzackigen Sternchen steht auf der Spitze und liegt pyramidenförmig auf, entstanden in der englischen Frühgotik (engl.: dog-tooth). (siehe auch: Diamantstab) | Frühgotik                      |        |      |
| Ionisches Kymation, auch Eierstab                                                                | Eine Kymation-Variante. (Auf dem Photo oberhalb des Zahnschnitts) | Antike                         |        |      |
| Kreuzbogenfries                                                                                  | Ältestes Beispiel: Moschee in Toledo (El Cristo de la Luz), um 999; von der maurischen Kultur in Spanien nach Oberitalien übernommen, dort in der romanischen Backsteinbaukunst sehr verbreitet; in der Mitte des 12. Jh. von der norddeutschen Architektur übernommen und bis zur Gotik verwendet. |                                |        |      |
| Kreuzrautenfries                                                                                 | Gebildet aus sich überkreuzenden Rauten. | Romanik                        |        |      |
| Kugelfries                                                                                       | Gebildet aus aneinander gereihten Halbkugeln | Romanik                        |        |      |
| Laufender Hund                                                                                   | Dieser Fries ist die gerundete Abwandlung des Mäanders, wobei das Ornament an sich überschlagende Wellen erinnert. | Antike                         |        |      |
| Lilienfries                                                                                      | Ein Spitzbogen mit Bogen-Auflagern als Konsolen in Lilien-Form. | Gotik                          |        |      |
| Mäander                                                                                          | Der Mäander ist ein seit dem Neolithikum verwendetes orthogonales Ornament. Der Name entstand in Anlehnung an die gleichnamigen Flussschlingen. | Antike                         |        |      |
| Maßwerkfries                                                                                     | | Gotik                          |        |      |
| Palmettenfries                                                                                   | Er besteht aus Palmetten und Voluten. | Antike                         |        |      |
| Plattenfries, auch Felderfries                                                                   | Der Plattenfries ist ein Bauelement niederrheinischer Kirchenapsiden der Romanik, er verläuft meist unter der Zwerggalerie. |                                |        |      |
| Rautenfries                                                                                      | | Romanik                        |        |      |
| Rollenfries                                                                                      | | Romanik                        |        |      |
| Rundbogenfries, auch Bogenfries                                                                  | Gebildet aus aneinander gereihten kleinen Blendbögen | Romanik und Neoromanik         |        |      |
| Scheibenfries                                                                                    | |                                |        |      |
| Schuppenfries                                                                                    | | Romanik                        |        |      |
| Spitzbogenfries                                                                                  | | Gotik                          |        |      |
| Vierpassfries                                                                                    | | Gotik                          |        |      |
| Wolkenornament                                                                                   | |                                |        |      |
| Würfelfries, auch Schachbrettfries oder Waffelfries                                              | | Romanik                        |        |      |
| Zangenfries                                                                                      | | nicht mehr rein antik          |        |      |
| Zickzackfries                                                                                    | | normannisch-romanisch          |        |      |
| Zinnenfries mit Zahnschnitt; bei weiter auseinanderliegenden Zinnen als Konsolenfries bezeichnet | Der Konsolenfries scheint oft herausstehende Balkenköpfe anzudeuten. Er liegt in der Regel an der Außenfassade und ist häufig Teil des Kranzgesimses. |                                |        |      |

## Fries in der bildenden Kunst
In der bildenden Kunst Ende des 19. Jahrhunderts, die sich von der naturalistischen Tradition löste, spielen Bilderzyklen und dekorative Friese eine wichtige Rolle, häufig nur in der Theorie, zum Teil auch in praktischen Umsetzungen. Bekannte Beispiele sind etwa der 1901 gemalte Beethovenfries von Gustav Klimt oder der Lebensfries von Edvard Munch.